# 거대적혈모구빈혈

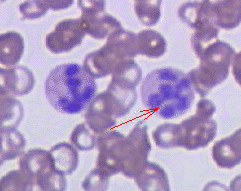

거대적혈모구빈혈은 골수에서 적혈구의 특정적인 형태를 특징으로 하는 질환군이다. 원인은 일반적으로 코발라민 혹은 엽산의 결핍 때문이다.
많은 증상 없는 환자들이 일상적인 혈액검사에서 평균적혈구용적 (MCV) 이 증가하는 소견을 보여 진단된다. 심한 경우 주된 임상적 특정들은 빈혈과 연관된 증상들이다. 일반적으로 식욕부진이 심하고 체중감소, 설사 혹은 변비가 나타나기도 한다. 일반적으로 엽산 또는 코발라민 결핍 중 무엇이 빈혈의 원인인지 밝힐 수 있고, 적절한 비타민만 공급하여도 치료할 수 있다.